# 獅子内謹一郎

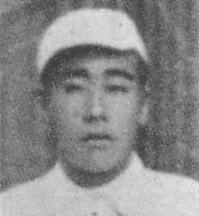
獅子内謹一郎

獅子内 謹一郎（ししうち きんいちろう、1884年（明治17年）3月25日 - 1941年（昭和16年）10月29日）は、日本のアマチュア野球選手。早稲田大学野球部の中心選手であり、早大草創期の主力でもあった。また、岩手県や満州で後進の育成に努め、「岩手野球の父」とも呼ばれる。守備位置は外野手、三塁手、投手。

## 経歴
岩手県盛岡加賀野村（現・盛岡市）出身。1897年（明治30年）、盛岡尋常中学（現・岩手県立盛岡第一高校）に入学する。一学年下に歌人の石川啄木がいたが、獅子内が落第して同級生となったこともあって親しかった（当時の盛岡中学は成績に厳しく、一度も落第せずに卒業できる生徒は学年全体の4分の1程度であった）。
1903年（明治36年）、早稲田大学に入学。野球部に入部する。強打者として鳴らし、主にクリーンナップを打った。第一回早慶戦の時も五番センターで出場し、5打数2安打の成績を残している。
家庭の事情で一時早稲田を退学し、盛岡高等農林学校（現・岩手大学農学部）獣医科に入学するが、早稲田野球部長・安部磯雄の説得もあって早稲田に復学。1905年（明治38年）には、野球部のアメリカ遠征のメンバーにも選ばれている。
1910年（明治43年）、大学を卒業し京浜電気鉄道会社（現・京浜急行電鉄）に入社、羽田グラウンドの管理に就く。1914年（大正3年）には満州に渡り、南満洲鉄道に入社。長春駅で助役（貨物主任という説もある）を務めるなどするかたわら、野球の普及にも努めた。
1919年（大正8年）に帰国後、1921年（大正10年）には母校・盛岡中学に野球部の指導者として迎えられ、同校を甲子園ベスト8まで導いた。
1923年（大正12年）、国鉄の仙台運輸保線事務所（現・JR東日本仙台支社）に入社し、野球部監督を務める。
1927年（昭和2年）には新設された盛岡運輸保線事務局（現・盛岡支社）に移り、やはり野球部監督を務める。
監督を辞めた後は山田線上盛岡駅駅長として勤務し、駅構内にダリアの花を植えたことから「ダリア駅長」と呼ばれた。
1938年（昭和13年）、腰椎炎に罹り、以後は床につきがちになる。
1941年（昭和16年）10月29日死去。
1955年（昭和30年）、獅子内の功績を偲んで都市対抗野球岩手県予選に「獅子内賞」が創設され、最高殊勲選手に送られることとなった。

## その他

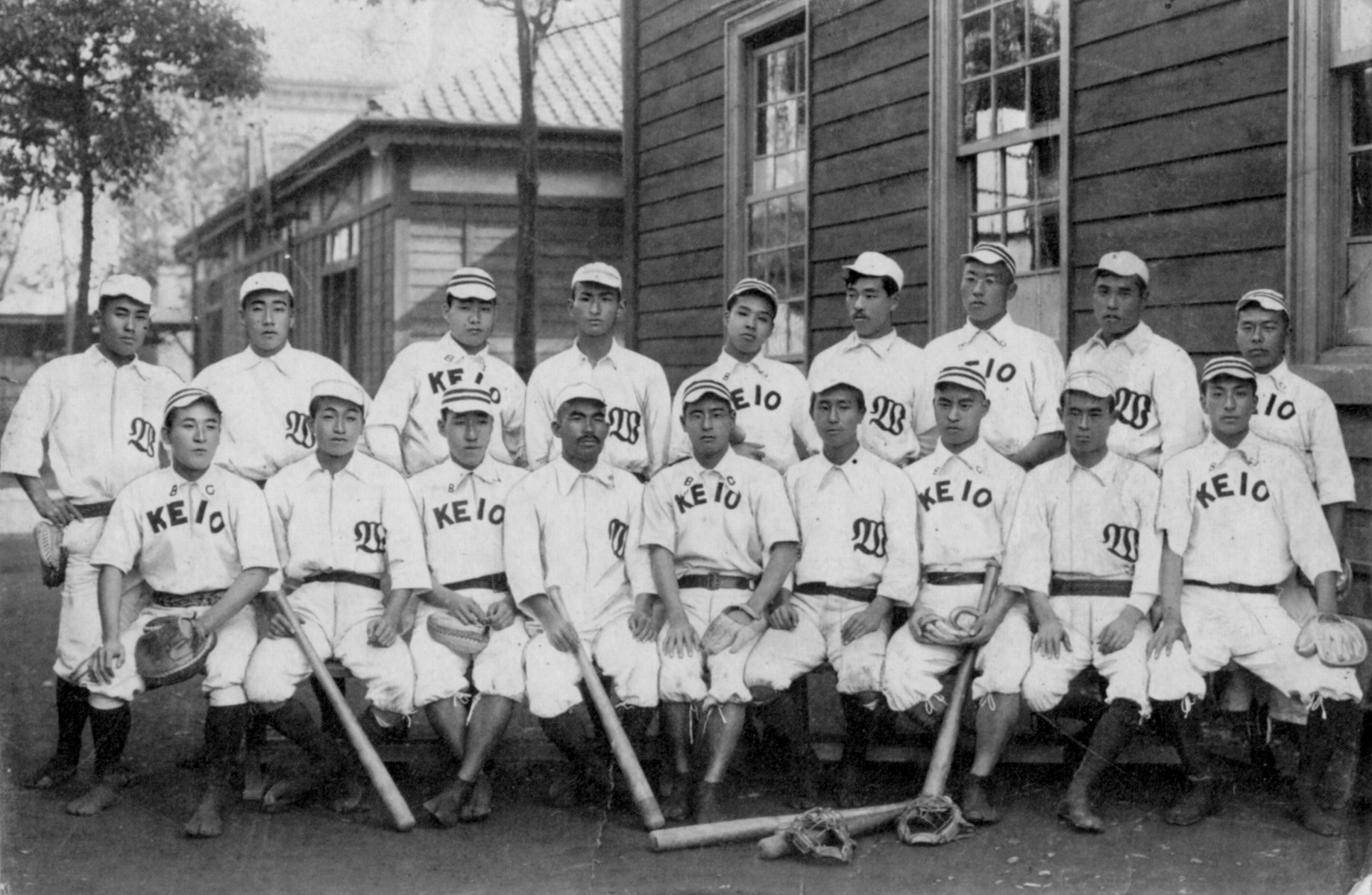
第1回早慶戦の両校選手
後列左から2人目が獅子内謹一郎

- 競技かるたの名選手でもあった。早稲田大学在学中には全日本選手権で優勝しており、1911年（明治44年）に中央歌留多同盟が発表した番付では横綱となっている。
- 柔道は講道館二段、相撲も大相撲の幕下中位とは互角に勝負した。
- 第一回早慶戦で起きた本塁でのクロスプレーの様子を「慶應のキャッチャーに、ディーンとぶつかりやした」と説明したことから、「デーンデーン」というあだ名を持っていた。
- 投手としては速球派だった。当時最も球が速いといわれていたのは一高の黒田昌恵であったが、それよりさらに速いと評された。
- 野球指導者としては、「腰の弱い者、尻の肉付きの薄い者は、強打者にはなれない」と足腰の強化を重視していた。
- スポーツ社交団体「天狗倶楽部」の有力メンバーの一人であった。